# Afrolimnophila dicranophragmoides
Afrolimnophila dicranophragmoides är en tvåvingeart som först beskrevs av Alexander 1924.  Afrolimnophila dicranophragmoides ingår i släktet Afrolimnophila och familjen småharkrankar. Inga underarter finns listade i Catalogue of Life.